# 永井理子
永井 理子（ながい りこ、1997年（平成9年）12月21日 - ）は、日本の女優、ファッションモデル。女子高生ミスコン2015-2016の初代グランプリを獲得した。愛称や別名義はりこぴん。
2022年12月に6年間所属したA-Lightを退社し、2023年10月からアオイコーポレーション所属。

## 来歴
永井が2歳の時に両親が離婚し、母親と暮らしていた。東京では一人暮らしをしており、時々母親が上京している。中学生の時に1年だけテニス部に所属していた。
2012年の中学3年生の時に行われたファッション雑誌『Popteen』主催の『popモデルオーディション』のファイナリスト11名に選ばれ、芸能事務所ボルケーノに所属して読者モデルとして活動。ただし、女子高生ミスコンの応募を機に事務所を辞めている。
2016年3月22日に行われた女子高生ミスコンのファイナルで応募者約64万人の中からグランプリに選ばれる。同年4月に『TERRACE HOUSE BOYS＆GIRLS IN THE CITY』に出演する事が発表され、9月の最終回まで残る事になる。
2017年2月24日から26日に上演された現代サムジング研究所 『第零ノ実験「帰還〜超一流の幸福術〜」』で初舞台、初主演を果たす。
2017年3月19日に愛知県立刈谷東高等学校の通信制課程を卒業した事を報告した。芸能人としての不規則な日程を考えて最初から通信制課程のある高校進学を選択し、東京に移住してからも転校せず、月2回は愛知に帰郷してレポートを提出したりしていた。

## 人物
- 好きな男性のタイプは身長178cm以上の人、ノリやテンションが自分と合う人[1]。
- 好きな色は白だが、持ち物はピンクが多い[1]。

## 出演

### テレビドラマ
- 死幣 第8話（2016年8月31日、TBSテレビ）
- 愛してたって、秘密はある。 第1話（2017年7月16日、日本テレビ） - 細田美波 役
- 神ノ牙-JINGA- EPISODE 1,2,12（2018年10月・12月、TOKYO MX） - 佳菜恵 役
- 神酒クリニックで乾杯を第5話（2019年2月16日、BSテレ東）
- ジャンヌの裁き 第3話（2024年1月26日、テレビ東京） - 岡崎夏菜 役[6]
- 離婚弁護士 スパイダー〜慰謝料争奪編〜 第1話（2024年10月5日、日本テレビ） - 高遠亮介の不倫相手 役[7]
- 私の町の千葉くんは。（2024年10月10日 - 12月26日、テレビ東京） - 奈子 役[8]
- 特捜9 final season 第3話（2025年4月23日、テレビ朝日） - 鈴木日向子 役[9]

### 映画
- SHORT TRIAL PROJECT 2018「シラユキサマ」（2019年3月16日公開、and pictures / SAIGATE Inc.）
- 東映 川村泰祐監督『愛唄-約束のナクヒト-』(2019年)
- プレジャードームピクチャーズ「CAT」（2020年）
- MIRRORLIAR FILMS Season1「充電人」（2021年9月17日、イオンエンターテイメント）

### 舞台
- 現代サムジング研究所 『第零ノ実験「帰還〜超一流の幸福術〜」』（2017年2月24日 - 26日、荻窪小劇場） - 主演・西野レイ 役
- Allen suwaru vol.1「空行」（2017年5月18日 - 29日、吉祥寺シアター） - 置屋の少女・ルリ 役

### バラエティ
- TERRACE HOUSE BOYS＆GIRLS IN THE CITY（2016年4月25日 - 9月27日、フジテレビ）

### ラジオ
- オレたちゴチャ・まぜっ!〜集まれヤンヤン〜（2018年4月22日 - 2019年4月14日、MBSラジオ） - ヤンヤンガールズ10期生

### MV
- WHITE JAM 『恋バナ花火』
- ブレイク☆スルー 『Precious Love』[10]
- JamFlavor『fallin' snow 〜このまま二人で〜』[11]
- MACO『恋するヒトミ』[12]

### Web配信
- これからはじめるファイナルファンタジーXIV「学園エオルゼア」（2016年8月21日 - 2017年4月1日、ニコニコ生放送）
- NTTドコモ×SNOW presents 卒業“盛ルバム”プロモーション動画（2017年1月）
- 愛知県安城市PR動画「JANG DA-RA RING(じゃんだらりん)」（2017年3月）[13]
- Twitterドラマ「ふたりぼっち」（2019年2月13日 - 3月16日、Twitter）[14]

### パチスロ
- ラブ嬢2（2019年、オリンピア）CLUB LUXEのキャバ嬢・りこ役[15][16]